# Sladká cibule

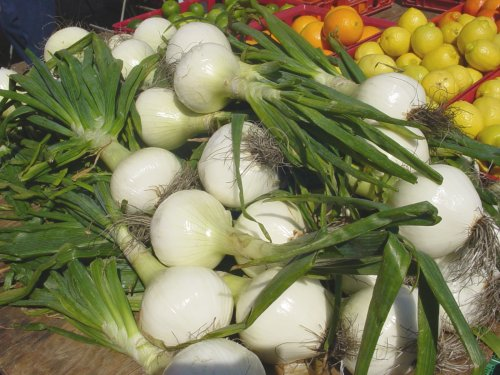
Sladká cibule.

Sladká cibule je varianta cibule, která není dráždivá. Za svou jemnost vděčí nízkému obsahu síry a vysokému obsahu vody v porovnání s obvyklou cibulí.

## Původ ve Spojených státech
Sladké cibule se na některých místech Spojených států objevily už na začátku dvacátého století. Významná je cibule vidalijská, která se v okolí georgijské Vidalie objevila ve třicátých letech dvacátého století. Dnes se takto ale označuje, podle státních i federálních zákonů, už všechna sladká cibule z dvaceti okresů státu Georgie.
Wallawallská sladká cibule nese své jméno po okrese Walla Walla, ve státě Washington, kde roste. Její vývoj zde začal už v roce 1900, kdy zde francouzský voják Peter Pieri zasadil semínko sladké cibule, které koupil na Korsice. Tato varianta se vyvinula vybíráním a přesazováním cibulí, které byly sladké, velké a kulaté.

### Další americké odrůdy
- Sunbrero je sladká cibule z Nevady nebo Texasu, kterou prodává Sweet Onion Trading Company z floridského Melbourne.
- Imperialvalleyská sladká cibule pochází z Císařského údolí v jižní Kalifornii, která je jedním z největších pěstitelů sladkých cibulí, přestože jsou zdejší cibule dostupné pouze od pozdního dubna do raného června.
- Carzalijská sladká cibule pochází z Columbusu v Novém Mexiku.
- Sladká cibule Sweetie roste v Masonově údolí v nevadském Yeringtonu a prodává se od září do konce ledna.
- Glennvillská sladká cibule roste v georgijském Glennvillu.
- Mauiské sladké cibule jsou oproti ostatním malé a pocházejí z havajského ostrova Maui.
- Pecoské sladké cibule pocházejí z texaského Pecoského údolí.

## Evropská odrůda sladké cibule
Mezi evropské odrůdy sladké cibule patří odrůda Oignon doux des Cévennes, která se pěstuje na severovýchodě Francouzského středohoří a má statut chráněného zeměpisného označení.